# Attentat à la bombe dans le métro de Moscou en février 2004

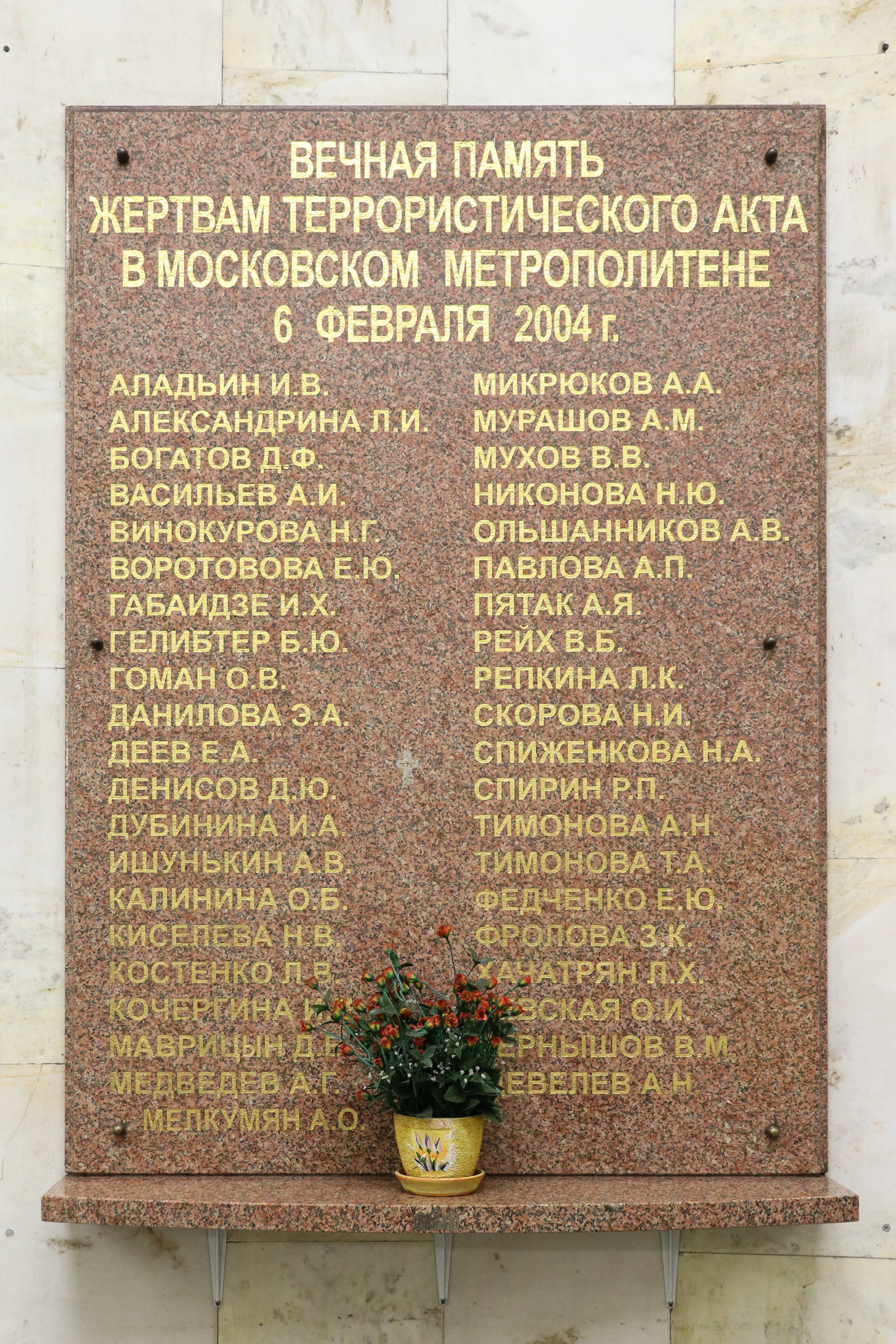
Plaque commémorative pour les 41 victimes du bombardement à la station de métro Avtozavodskaya.

L'attentat à la bombe du métro de Moscou de février 2004 s'est produit le 6 février 2004 lorsqu'un kamikaze a tué 41 personnes près de la station de métro Avtozavodskaya sur la ligne Zamoskvoretskaya à Moscou. Jusqu'à 250 personnes ont été blessées dans l'incident.

## Attaque
L'explosion s'est produite vers 08 h 32 (heure de Moscou) le 6 février 2004 à l'intérieur d'une rame de métro alors qu'elle circulait dans le tunnel près de la station Avtozavodskaya, sur la ligne Zamoskvoretskaya du métro,.   Un kamikaze de Karatchaï, Anzor Izhayev, du village d'Uchkeken  a fait exploser un engin explosif improvisé dans son sac à dos. 
Le président russe Vladimir Poutine a accusé les séparatistes tchétchènes d'être responsables de l'attaque du métro de Moscou. Le chef rebelle tchétchène Aslan Maskhadov a nié toute implication. 
Pourtant, un groupe terroriste tchétchène jusqu'alors inconnu a revendiqué l'attentat : la revendication provenait d'un groupe se faisant appeler Gazoton Murdash et signée par Lom-Ali (« Ali le Lion »). Selon le communiqué, le groupe a lancé cette attaque pour commémorer le quatrième anniversaire du massacre de dizaines de civils tchétchènes par des soldats russes à Grozny lors du massacre de Novye Aldi. 

## Auteurs
En mai 2005, Tambiy Khubiyev et Maksim Panaryin (de la République de Karatchaïévo-Tcherkessie) ainsi que Murat Shavayev (originaire de Kabardino-Balkarie) ont été arrêtés par les forces de l'ordre russes en lien avec des attentats terroristes à Moscou, Voronej et Krasnodar. Toutes les personnes arrêtées étaient membres d'un groupe militant islamiste, le Karachay Jamaat (également connu sous le nom de « Société musulmane n°3 »). Khubiyev a avoué avoir organisé les attentats à la bombe près des stations de métro Avtozavodskaya et Rizhskaya à Moscou et une série d'explosions à Krasnodar en août 2003. Panaryin était suspecté dans les attentats à la bombe contre un arrêt de bus de Voronej et dans une explosion à côté de la station Rizhskaya,. Shavayev a été accusé d'être complice de Khubiyev et Panaryin lors de la préparation des attentats terroristes à Moscou. Murat Shavayev, qui était un officier du ministère russe de la Justice, a nié avoir été impliqué dans des attaques terroristes. Cependant, selon le témoignage de Tambiy Khubiyev, Murat avait aidé Khubiyev et un autre terroriste, Idris Gloov (qui fut plus tard tué par la police lors d'une fusillade dans le Kraï de Stavropol), dans la construction de la bombe qui a été utilisée par Izhayev pour faire exploser une voiture d'une rame de métro en février 2004. Khubiyev a également lié Shavayev à l'attentat de la station Rizhskaya en août 2004, affirmant que ce dernier avait fait passer en contrebande des pièces d'engins explosifs improvisés à Moscou avant l'attaque.

## Procès
Le procès des trois suspects de l’attentat s’est tenu à huis clos au tribunal municipal de Moscou en 2006-2007. Le 2 février 2007, le juge a condamné les trois hommes à la prison à vie. Khubiyev et Shavayev ont chacun été condamnés à deux peines de prison à vie pour les attentats des stations de métro Avtozavodskaya et Rizhskaya, tandis que Panaryin a été condamné à la prison à vie uniquement pour l'attentat terroriste d'août 2004 près de la station Rizhskaya. En plus des peines de prison à perpétuité, Shavayev a été condamné à 100 ans, Khubiyev à 150 ans et Panaryin à 200 ans de prison pour d'autres chefs d'accusation. Le tribunal a également ordonné à l'accusé de payer plus de 7 millions de roubles en dommages et intérêts moraux aux victimes des attentats. Shavayev, Panaryin et Khubiyev ont tenté de faire appel de leur condamnation, mais la Cour suprême de Russie a confirmé le verdict du 2 février 2007.